# ميسون طه النوباني
ميسون طه النوباني هي شاعرة من الأردن من مواليد جرش عام 1972، وهي عضو رابطة الكتاب الأردنيين

## مؤلفاتها
- رحيل امرأة، ديوان شعر، بدعم من وزارة الثقافة، مطبعة السفير، عمان، 2010م.[2][3][4][5]
- سبع سنابل، ديوان شعر، بدعم من وزارة الثقافة، عن دار ورد الأردنية للنشر والتوزيع، عمان، 2013م.[6][7][8]
- حين أتيت، ديوان شعر، منشورات وزارة الثقافة ضمن الطفيلة مدينة الثقافة الأردنية، 2014.[9][10][11]
- رقص الناي، ديوان شعر، منشورات وزارة الثقافة ضمن العقبة مدينة الثقافة الأردنية، 2016.[12][13][14][15][16]